# Pionierzy Wrocławia

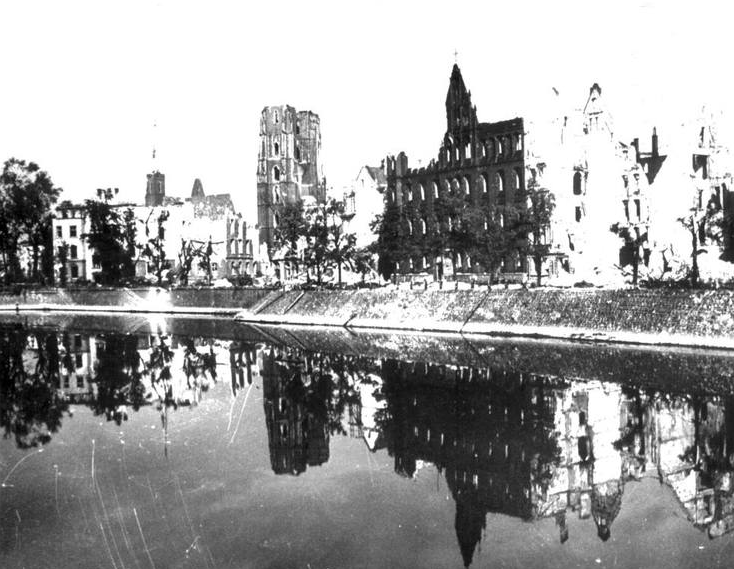
II wojna światowa zniszczyła Ostrów Tumski

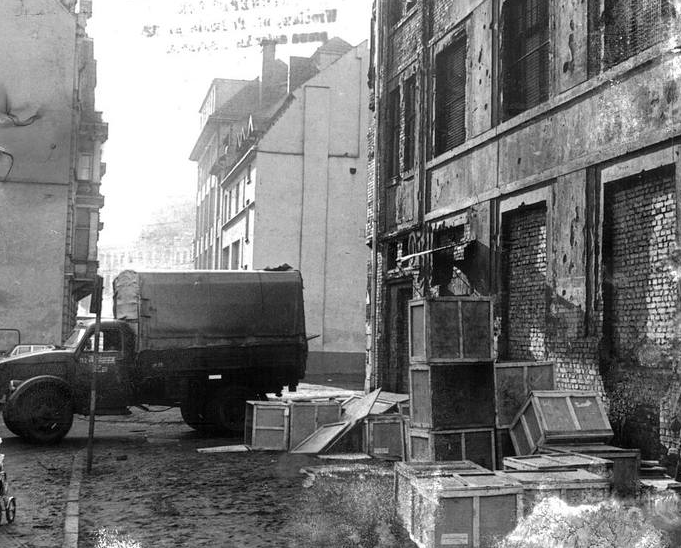
Wrocław po wojnie

Pionierzy Wrocławia – określenie Polaków, którzy przybyli do Wrocławia między 8 maja a 31 maja 1945 i zajęli się odbudową i organizacją różnych dziedzin życia miejskiego. Do miasta przyjechało wówczas około 200 osób.

## Pionierzy i ich stowarzyszenie
Wśród pionierów były grupy administracyjne, grupy operacyjne Komitetu Ekonomicznego Rady Ministrów i Ministerstwa Przemysłu, grupy delegatury Ministerstwa Oświaty oraz grupy funkcjonariuszy Milicji Obywatelskiej i Urzędu Bezpieczeństwa, Państwowego Urzędu Repatriacyjnego, Polskiego Czerwonego Krzyża, pocztowo-komunikacyjne, bankowe, jak też przedstawiciele partii politycznych. Do grona pionierów zaliczano również kolejarzy pracujących przed 31 lipca 1945 na torach i dworcach Wrocławia.
Od 1946 pionierzy starali się o utworzenie Stowarzyszenia Pionierów, które ostatecznie powstało w 1960; powołano wówczas sekcję pionierów przy Towarzystwie Miłośników Wrocławia. Obrady I Walnego Zjazdu Pionierów miały miejsce w 1965 roku. Ustanowiono wtedy specjalną odznakę pionierską, a w 1980 TMW ustanowiło Dzień Pioniera Wrocławia.
Między rokiem 2003 a 2007 zmarło 87 członków stowarzyszenia; pod koniec roku 2007 sekcja liczyła 152 osoby.
Pierwsza gazeta ukazująca się we Wrocławiu po polsku miała tytuł „Pionier” (w lutym 1946 zmieniony na „Słowo Polskie”).
13 października 1945 we Wrocławiu otworzono trzecie kino „Pionier”, które było otwarte do powodzi w 1997 roku.
Do 2006 roku imię Pionierów Wrocławia nosił Hufiec ZHP Wrocław Stare Miasto.

## Prawdziwi pionierzy
Potocznie pionierami nazywano także osoby, które po zwolnieniu z obozów koncentracyjnych i obozów pracy pozostały na terenach nowo przyłączonych, oraz mieszkańców przybyłych do Wrocławia w okresie od 9 maja 1945 do 19 stycznia 1947. Jak podaje Encyklopedia Wrocławia, to ta ludność napływowa „w istocie podjęła pionierski trud przywracania do życia zniszczonego Wrocławia”.
Pierwsi polscy mieszkańcy powojennego Wrocławia pochodzili głównie z centralnej i wschodniej Polski. Przybywający do miasta początkowo samowolnie zamieszkiwali w pustych mieszkaniach, pozostałych po wysiedlanych Niemcach lub opuszczanych w inny sposób. Najwięcej osób zamieszkało na Nadodrzu, w rejonie stosunkowo najmniej zniszczonym. Jednak pierwsi polscy mieszkańcy osiedlili się na Grabiszynku, w rejonie ulic Lwowskiej i Pereca, głównie z powodu bliskości komisariatu Milicji Obywatelskiej. Polska administracja zajęła się sprawami zamieszkania dopiero w drugiej połowie roku, kiedy napływ ludności do Wrocławia zwiększył się znacząco. Miasto nie było bezpieczne; wiele osób przyjeżdżało na „szaber” celem szybkiego wzbogacenia się i, jak to uzasadniano, wzięcia odwetu na Niemcach. W mieście działały również bandy różnych narodowości.